# Federico III di Meißen
Federico III di Meißen, o di Wettin (Dresda, 14 dicembre 1332 – Altenburg, 21 maggio 1381) fu langravio di Turingia e margravio di Meißen, figlio del margravio Federico II di Meißen e di Matilde di Baviera.

## Biografia
Egli ottenne il governo per i propri fratelli Guglielmo, Baldassarre e Luigi (vescovo di Bamberga) alla morte del padre nel 1349. L'anno successivo l'Imperatore affidò il governo della marca ai quattro fratelli, insieme. Nel 1368 il governo divenne comune, e i fratelli si alternavano a due a due ogni due anni. Nel 1379 divisero i propri possedimenti.

## Famiglia
Egli sposò Caterina di Henneberg, erede di Coburgo, Neustadt, Sonneberg, Neuhaus, Rodach, ecc. († Coburgo 15 luglio 1397), figlia del conte Enrico VIII di Henneberg Schleusingen, dalla quale ebbe tre figli:
1. Federico (11 aprile 1370 – 4 gennaio 1428), che divenne marchese di Meißen con il nome di Federico IV ed Elettore di Sassonia con il nome di Federico I di Sassonia;
2. Guglielmo (23 aprile 1371 – 30 marzo 1425);
3. Giorgio (1380 – 9 dicembre 1401).

## Ascendenza
|                                   |                            |                                | Genitori                |  |  | Nonni |  |  | Bisnonni             |  |  | Trisnonni            |  |
|                                   |                            |                                |                         |  |  |       |  |  | Alberto II di Meißen |  |  | Enrico III di Meißen |  |
|                                   |                            |                                |                         |  |  |       |  |  | Alberto II di Meißen |  |  | Enrico III di Meißen |  |
|                                   |                            | Costanza d'Austria             |                         |  |  |       |  |  | Alberto II di Meißen |  |  |                      |  |
| Federico I di Meißen              |                            |                                |                         |  |  |       |  |  | Alberto II di Meißen |  |  |                      |  |
|                                   |                            | Margherita di Sicilia          | Federico II di Svevia   |  |  |       |  |  |                      |  |  |                      |  |
|                                   |                            | Margherita di Sicilia          | Federico II di Svevia   |  |  |       |  |  |                      |  |  |                      |  |
|                                   |                            | Margherita di Sicilia          | Isabella d'Inghilterra  |  |  |       |  |  |                      |  |  |                      |  |
| Federico II di Meißen             |                            | Margherita di Sicilia          |                         |  |  |       |  |  |                      |  |  |                      |  |
|                                   |                            | Otto IV di Lobdeburg-Arnsgauck | …                       |  |  |       |  |  |                      |  |  |                      |  |
|                                   |                            | Otto IV di Lobdeburg-Arnsgauck | …                       |  |  |       |  |  |                      |  |  |                      |  |
|                                   |                            | Otto IV di Lobdeburg-Arnsgauck | …                       |  |  |       |  |  |                      |  |  |                      |  |
| Elisabetta di Lobdeburg-Arnshaugk |                            | Otto IV di Lobdeburg-Arnsgauck |                         |  |  |       |  |  |                      |  |  |                      |  |
|                                   |                            | …                              | …                       |  |  |       |  |  |                      |  |  |                      |  |
|                                   |                            | …                              | …                       |  |  |       |  |  |                      |  |  |                      |  |
|                                   |                            | …                              | …                       |  |  |       |  |  |                      |  |  |                      |  |
| Federico III di Meißen            |                            | …                              |                         |  |  |       |  |  |                      |  |  |                      |  |
|                                   | Ludovico II del Palatinato | Ottone II di Baviera           |                         |  |  |       |  |  |                      |  |  |                      |  |
|                                   | Ludovico II del Palatinato | Ottone II di Baviera           |                         |  |  |       |  |  |                      |  |  |                      |  |
|                                   | Ludovico II del Palatinato | Agnese del Palatinato          |                         |  |  |       |  |  |                      |  |  |                      |  |
| Ludovico il Bavaro                | Ludovico II del Palatinato |                                |                         |  |  |       |  |  |                      |  |  |                      |  |
|                                   |                            | Matilde d'Asburgo              | Rodolfo I d'Asburgo     |  |  |       |  |  |                      |  |  |                      |  |
|                                   |                            | Matilde d'Asburgo              | Rodolfo I d'Asburgo     |  |  |       |  |  |                      |  |  |                      |  |
|                                   |                            | Matilde d'Asburgo              | Gertrude di Hohenberg   |  |  |       |  |  |                      |  |  |                      |  |
| Matilde di Baviera                |                            | Matilde d'Asburgo              |                         |  |  |       |  |  |                      |  |  |                      |  |
|                                   |                            | Bolko I di Świdnica            | Boleslao II di Slesia   |  |  |       |  |  |                      |  |  |                      |  |
|                                   |                            | Bolko I di Świdnica            | Boleslao II di Slesia   |  |  |       |  |  |                      |  |  |                      |  |
|                                   |                            | Bolko I di Świdnica            | Edvige di Anhalt        |  |  |       |  |  |                      |  |  |                      |  |
| Beatrice di Slesia-Glogau         |                            | Bolko I di Świdnica            |                         |  |  |       |  |  |                      |  |  |                      |  |
|                                   |                            | Beatrice del Brandeburgo       | Ottone V di Brandeburgo |  |  |       |  |  |                      |  |  |                      |  |
|                                   |                            | Beatrice del Brandeburgo       | Ottone V di Brandeburgo |  |  |       |  |  |                      |  |  |                      |  |
|                                   |                            | Beatrice del Brandeburgo       | …                       |  |  |       |  |  |                      |  |  |                      |  |
|                                   |                            | Beatrice del Brandeburgo       |                         |  |  |       |  |  |                      |  |  |                      |  |